# Байгуши (деревня)
Байгуши — деревня в Судогодском районе Владимирской области России, входит в состав Вяткинского сельского поселения.

## География
Деревня расположена в 1,5 км на север от центра поселения деревни Вяткино, в 9 км на юго-восток от Владимира и в 28 км к северо-западу от райцентра Судогды, близ автодороги Р-132 «Золотое кольцо».

## История
В конце XIX — начале XX века деревня входила в состав Погребищенской волости Владимирского уезда, с 1926 года — во Владимирской волости.
В 1859 году в деревне числилось 21 дворов, в 1905 году — 37 дворов, в 1926 году — 41 хозяйств.
С 1929 года деревня входила с состав Погребищенского сельсовета Владимирского района, с 1965 года — Бараковского сельсовета Судогодского района, с 2005 года — в составе Вяткинского сельского поселения.

## Население
| 1859 | 1905 | 1926 | 2002 | 2010 | 2021 |
| ---- | ---- | ---- | ---- | ---- | ---- |
| 142  | ↗212 | ↘169 | ↘97  | ↗112 | ↗135 |